# Gunderich von Trier
Gunderich von Trier († vor 614 in Trier) war etwa seit 586/588 wahrscheinlich bis zu seinem Tod (Erz-)Bischof von Trier.
Er ist nur durch eine spätere Bischofsliste belegt. Er war nach Magnerich der zweite Trierer Bischof mit germanischer Herkunft. Ansonsten ist kaum etwas über ihn bekannt. Er soll nach seinem Tod im Trierer Dom bestattet worden sein.